# New Hampshire State Register of Historic Places

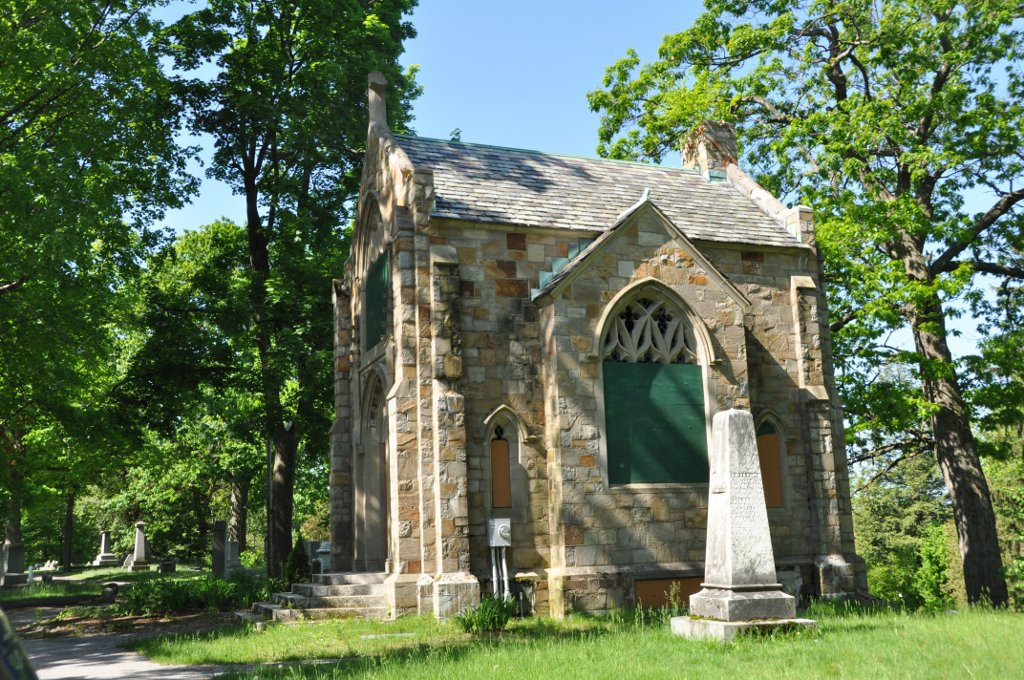
Le cimetière de la vallée, un cimetière inscrit au New Hampshire State Register of Historic Places depuis le 28 avril 2003.

Le New Hampshire State Register of Historic Places est le registre des monuments officiellement reconnus par le New Hampshire, aux États-Unis. Les deux premières inscriptions à ce registre datent du 26 juillet 2001.